# Change (Film)
Change ist eine 1974 entstandene, österreichisch-deutsche Spielfilmsatire von Bernd Fischerauer mit Reiner Schöne, Sylvia Manas und Maria Schell in den Hauptrollen. Dem Film liegt das gleichnamige Drama von Wolfgang Bauer, der sich auch am Drehbuch beteiligt hatte, zugrunde.

## Handlung
In der Wiener Kunstszene und Kulturschickeria hat sich der Maler Ferry Kaltenböck, ein Vertreter der Wiener Avantgarde, nie wirklich durchgesetzt. Seine Arbeiten verkaufen sich ausgesprochen schlecht, und die anhaltende Erfolglosigkeit hat ihn allmählich in die Depressionen getrieben. In seinem tiefen Frust kommt er auf die verwegene Idee, einen Hobbymaler aus St. Pölten, den hauptberuflich als Schlosser arbeitenden Dampfmacho Blasius Okopenko, ein vor Testosteron strotzender „ganzer Kerl“, zu einem Star der Wiener Malszene zu pushen. Ferry bedient sich für einen perfiden Plan der Mithilfe einiger Journalisten und Kunsthändler, um Okopenko zunächst bekannt und dann zum Darling der Society zu machen. Wenn Blasius erst einmal etabliert sei, so Ferrys Idee, werde er diesen umso tiefer fallen lassen, ihn als Blender denunzieren und sich mit dieser hinterlistigen Aktion an der basierten Kunstszene, die ihn, Ferry Kaltenböck, bislang so schnöde ignoriert hatte, rächen, indem er sie als Dummköpfe und Banausen bloßstellt. Ferry erhofft sich, wenn schon nicht durch eigene Leistung, wenigstens durch den dann erhofften Skandal schlagartig berühmt zu werden. 
Doch Blasius ist alles andere als ein tumber Trottel aus der niederösterreichischen Provinz. Er ist vielmehr ein rabiater, omnipotenter Womanizer, der diese Chance auf seine ganz eigene Weise nutzen wird. Er macht durch Ferrys Rechnung einen fetten Strich, indem er dessen Leben Stück für Stück zerstört: Erst fällt er über Ferrys Freundin Guggi her und schwängert sie, dann zerrt er auch noch Kaltenböcks Mutter auf den Boden, um diese mit Gewalt zu nehmen. Schließlich versteht sich Okopenko auch noch in Geschäftsdingen als ausgebuffter Schweinehund und nimmt die Kunsthändler, die sich von dem Okopenko-Hype einen fetten Gewinn versprachen, nach allen Regeln der Kunst aus. Wieder einmal ist Ferry Kaltenböck der Verlierer, aus dem großen Manipulator wurde ein Manipulierter. Während Blasius Okopenko den wilden Macho und Macker herauskehrt, mit schwerem Motorrad die Treppen altehrwürdiger Mietshäuser hinauf und hinunter saust, Krankenzimmer zertrümmert und mit brachialer Gewalt in Geschäfte, Animierlokale und verschiedene Damen eindringt, ist Kaltenböcks Absturz nicht mehr aufzuhalten. Von den Ereignissen überrollt und von Blasius wie ein blutiger Anfänger gedemütigt, nimmt er in einem schweren Anfall von Depression einen Strick und erhängt sich. 

## Produktionsnotizen
Produzent Karl Spiehs, sonst eher für anspruchslose Filme bekannt, engagierte Österreichs Paradeliteraten Wolfgang Bauer als Drehbuchautor für zwei ambitionierte Filmprojekte. Bauer zog sich auf eine Almhütte zurück und schrieb hier die Drehbücher zu Es war nicht die Nachtigall nach Shakespeares Romeo und Julia sowie Change  nach seinem eigenen gleichnamigen Bühnenstück. Regie führte Bauers Co-Autor Bernd Fischerauer, der zuvor schon mehrmals am Theater mit ihm zusammengearbeitet hatte. Die Dreharbeiten fanden 1974 im Anschluss an die Dreharbeiten von Es war nicht die Nachtigall in Wien und Umgebung sowie Sankt Pölten statt. Günther Eulau übernahm die Herstellungsleitung. Die Bauten entwarf Christian Schieckel, die Kostüme Birgit Hutter. Change wurde am 6. Juni 1975 uraufgeführt. 

## Kritiken
Der Spiegel befand in seiner Ausgabe vom 9. Juni 1975, dass Fischerauers Kinofilm-Debüt „ein schick photographiertes, grelles Spektakel aus deutschen Sexfilm-Usancen, Comic-strip-Effekten und Milieumalerei geworden“ sei.
Das Lexikon des Internationalen Films fand, dass dieser Streifen „schon in der Anlage [eine] mißglückte Verfilmung eines Bühnenstücks“ sei und bemängelte überdies, dass er „vor allem schauspielerisch dilettantisch und äußerst geschmacklos“ sei.
Die AZ fand, Change schwanke zwischen effektvoll inszeniertem Theater und „von der Kamera eingefangenen Bildern ohne echtes Filmleben“. Sie lobte den „Realismus“ von Reiner Schöne, das „schauspielerische Einfühlungsvermögen“ von Sylvia Manas sowie Kurt Sowinetz „als journalistische Spottgeburt“, während sich Maria Schell „in einer ihr nicht zukommenden Rolle“ gnadenlos habe verheizen lassen.